# Antiguidade Tardia (papado)

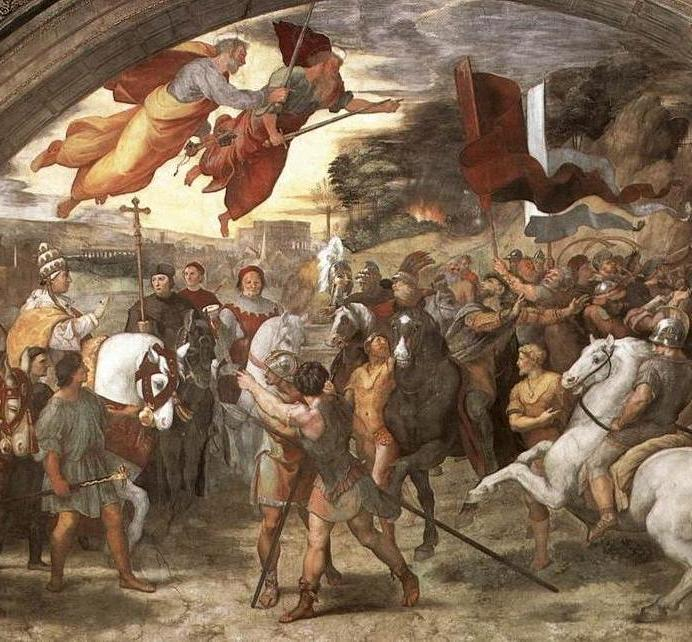
O encontro de Átila (à esquerda com as tropas bárbaras) com o Papa Leão I (à direita), o mais notável papa da Antiguidade tardia. Rafael Sanzio, 1514

O Papado na Antiguidade tardia foi um período da história papal entre 313, em que inicia-se a Paz na Igreja até o pontificado de Simplício em 476, em que ocorre a queda do Império Romano do Ocidente.
O início desse período é usualmente tido quando na Antiguidade tardia em 313, o imperador Constantino concede liberdade para todas as religiões; Constantino em seguida passou a interferir em diversas questões eclesiásticas, originando o cesaropapismo, e uma relação de "difícil entrosamento entre Igreja e Estado", que é uma característica singular desse período.
Uma das primeiras demonstrações de um poder estatal administrado pelos papas, também surgiu nessa época, embora fosse de caráter puramente diplomático, como "defensor dos necessitados e da população", como observado por exemplo, no confronto do Papa Leão I com Átila, imperador dos hunos, em que Leão convence Átila a não invadir e saquear Roma.
O pontificado "mais significativo e importante da antiguidade cristã" foi o de São Leão I, o Grande, que lutou pela unidade e ortodoxia católicas.
A organização conciliar e sinodal que havia sido vital no século III, também cresceu em importância nessa época – através dos concílios ecumênicos convocados pelos imperadores (por questões pragmáticas e também cesaropapistas), para proporcionar uma resolução definitiva para os litígios doutrinários na Igreja Católica. A tentativa de alguns concílios de independerem da autoridade papal, desafiá-la ou mesmo controlá-la, fez que o Papa Bonifácio I declarasse precocemente que o poder papal é superior ao conciliar e o último não pode julgá-lo.
Nessa época também aprofundaram-se os conflitos entre a Igreja do Ocidente e Oriente. Em 330 a capital do Império Romano foi transferida para Constantinopla, dessa maneira rapidamente no Império Romano do Oriente o poder civil controlou a Igreja e o bispo de Constantinopla cresceu em importância, baseando seu poder no fato de ser bispo da capital e por ser um homem de confiança do Imperador, no Ocidente por sua vez, o bispo de Roma pôde consolidar a influência e o poder que já possuía desde o cristianismo primitivo. Em 380, o Édito de Tessalónica publicado pelo imperador Teodósio I, estabeleceu que a religião católica conforme ensinada pelo Papa Dâmaso I, como religião de estado exclusiva do Império.
O fim do papado na Antiguidade tardia é colocado normalmente em 472, início da Idade Média, em que as tribos germânicas invadem e provocam o colapso do Império Romano do Ocidente, dessa maneira as províncias romanas se tornam uma série de pequenos reinos, administrados pelos visigodos, vândalos, francos e etc. A Itália por sua vez, foi dominada pelos ostrogodos, iniciando o período de interação entre os papas e os reis ostrogodos.

## História

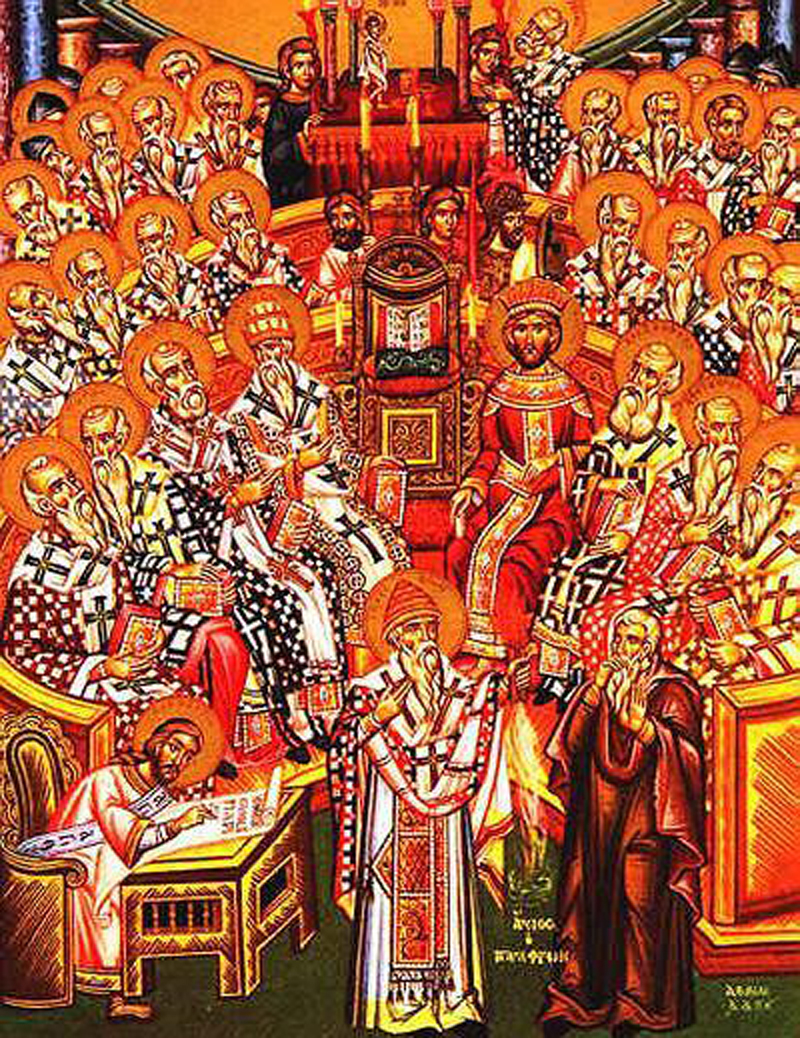
Ícone retratando o Primeiro Concílio de Niceia

Em 313, o imperador Constantino I publica o Édito de Milão em que concedeu liberdade para todos os credos religiosos, iniciando-se a Paz na Igreja. Constantino convocou em 325 o Primeiro Concílio de Niceia, uma manifestação mínima da crença partilhada pelos bispos cristãos, que condena o arianismo, e dogmatiza o trinitarismo, afirmando também em seu cânon sexto estar seguindo o "costume antigo" ao oficializar os poderes especiais de Roma, assim como os de Alexandria e Antioquia; sendo que os papas foram grandes defensores da fé de Niceia. Embora o bispo de Roma da época, Silvestre I, tenha ocupado seu cargo em um momento crucial da história da Igreja Católica, pouco se sabe sobre ele; sendo que por razões desconhecidas ele não compareceu ao concílio, no entanto, seus legados tiveram um papel importante no mesmo. Como maneira de fazer penitência, Constantino ordenou a construção de três basílicas em Roma, a Basílica de São João de Latrão, de São Pedro, de São Paulo Extramuros, e vários cemitérios sobre os túmulos dos mártires e as doou ao papado. Constantino I e os próximos imperadores consideravam que era seu papel manter a adoração apropriada à Deus, e preservar a ortodoxia em seus domínios, embora não decidissem sobre a doutrina - que era responsabilidade dos bispos, mesmo assim essa atitude eclodiu uma série de conflitos teológicos entre os imperadores e os papas. Devido à pressão e a influência dos imperadores, os papas deixaram de participar dos próximos sete concílios ecumênicos, apenas aprovando ou reprovando seus decretos posteriormente.
Em 343, no pontificado do Papa Júlio I, reuniu-se o Concílio de Sérdica (ou Sárdica), que oficializa o costume de os bispos apelarem ao papa caso surgem litígios, embora originalmente foi convocado com a pretensão de ser um concílico ecumênico, perdeu sua universalidade pela ausência de muitos bispos. Posteriormente Constâncio II, filho de Constantino, converteu-se ao arianismo e tentou impor suas visões doutrinárias ao Papa Libério, Libério se recusou e foi exilado em Bereia e substituído pelo Antipapa Félix II, após a morte do imperador, o povo romano expulsou Félix e Libério retornou a Roma, anulou seus decretos e reiterou sua posição trinitária, impondo-lhe aos demais bispos ocidentais.
Em seguida o Papa Dâmaso I depôs diversos bispos relacionados ao arianismo, afirmou o primado do papa como sucessor de Pedro, reformou templos, túmulos e monumentos em Roma e converteu a nobreza da cidade. Dâmaso ordenou que Jerónimo de Estridão traduzisse a Bíblia do Grego e Hebraico para o Latim, originando-se a Vulgata. Dâmaso também convocou o concílio regional de Roma, cujos cânones foram fundamentais para a fixação dos livros bíblicos no Ocidente. Uma vez que em 330 a capital do império foi transferida para Constantinopla, o concílio homônimo realizado em 381, pela primeira vez decreta uma posição de significativa importância para o bispo desta cidade (originalmente não foi um concílio ecumênico, mais apenas regional, motivo pelo qual os bispos ocidentais e o papa foram ignorados).
Em 385 o Papa Sirício em um decreto ao Bispo de Tarragona defende o celibato e a castidade.
Entre 427 e 428, Nestório se tornou Patriarca de Constantinopla e se opunha ao uso do termo Teótoco (em grego, Mãe de Deus) para se referir à Virgem Maria; em contraposição, São Cirilo, patriarca de Alexandria defendia o uso do termo, ambos os patriarcas enviaram seus sermões ao Papa Celestino I, pedindo que decrete sua opinião, Celestino decidiu a favor de Cirilo e o delegou a autoridade de caçar o episcopado de Nestório, no entanto, o imperador Teodósio II que resistiu ao veredito papal conclamou um concílio ecumênico em 431, em Éfeso, Cirilo abriu o concílio como presidente e representante papal e efetivamente dogmatizou sua posição.
O Papa Leão I foi o pontífice mais notável desse período, e teve uma participação essencial nos conflitos cristológicos da Igreja, contra o monofisismo  de Eutiques. Para resolver definitivamente esta questão, em 451, o Imperador Marciano convoca o Concílio de Calcedônia,  que adota a carta de Leão I, Tomus I sobre o assunto como dogma.| O mesmo sínodo também considera o Concílio de Constantinopla como ecumênico, e reforça em dois cânones os poderes do Bispo de Constantinopla; o concílio justificou esta decisão com o fundamento de que "os Padres justamente concederam privilégios ao trono da Roma antiga, porque era a cidade real", e que o que o Primeiro Concílio de Constantinopla "movido pela mesma consideração, deu privilégios iguais ao mais santo trono da Nova Roma, justamente a julgar que a cidade está honrada com a soberania e o Senado, e goza de privilégios de igualdade com a antiga Roma imperial, em assuntos eclesiásticos, bem devendo nas matérias eclesiásticas magnificar-se como ela e alinhar-se depois dela (...)". O Papa Leão I embora tenha reconhecido o concílio como ecumênico e confirmado seus decretos, rejeitou todos os cânones que concediam privilégios a Constantinopla, argumentando que o Bispo de Roma baseava sua autoridade no fato de ser o sucessor de São Pedro e não o bispo da capital imperial.

## Papas desse período
Embora as características do papado na Antiguidade tardia se desenvolveram com o tempo, o período de 313-476, é uma aproximação grosseira utilizada por estudiosos como provável data para caracterizar este período. Houve 15 papas nessa época.

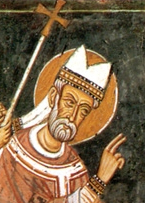
São Silvestre I (314-335)
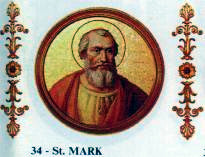
Papa Marcos (335-336)
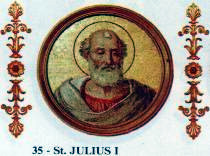
Papa Júlio I (337-352)
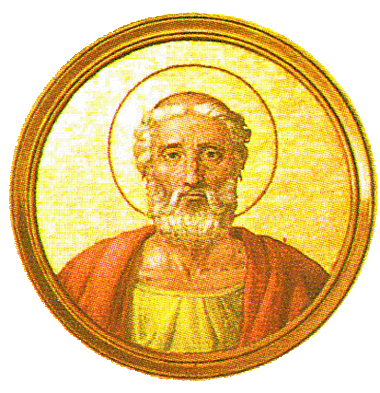
Papa Libério (352-366)
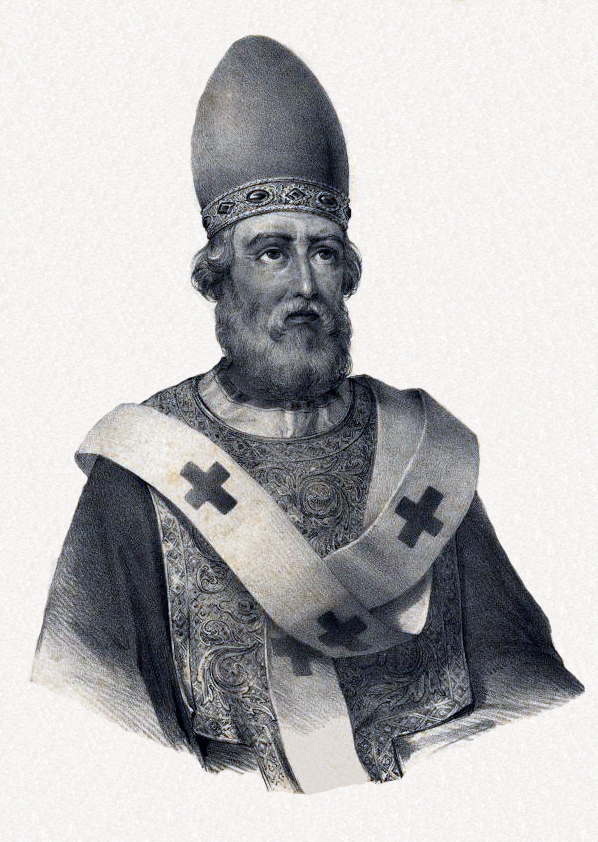
Papa Dâmaso I (366-383)
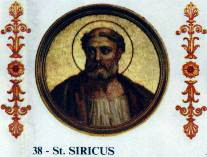
Papa Sirício (384-399)
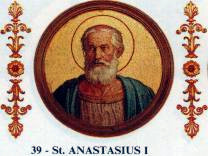
Papa Anastácio I (399-401)
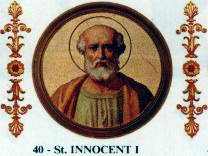
Papa Inocêncio I (401-417)
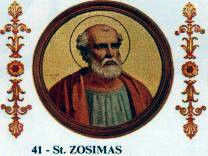
Papa Zósimo (417-418)
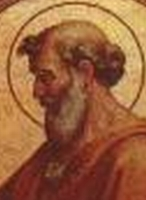
Papa Bonifácio I (418-422)
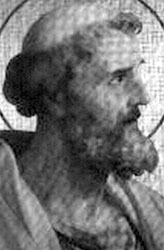
Papa Celestino I (422-432)
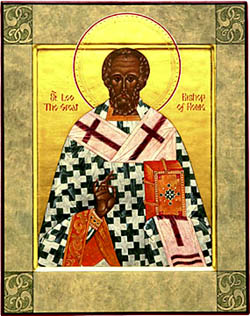
Papa Leão I (440-461)
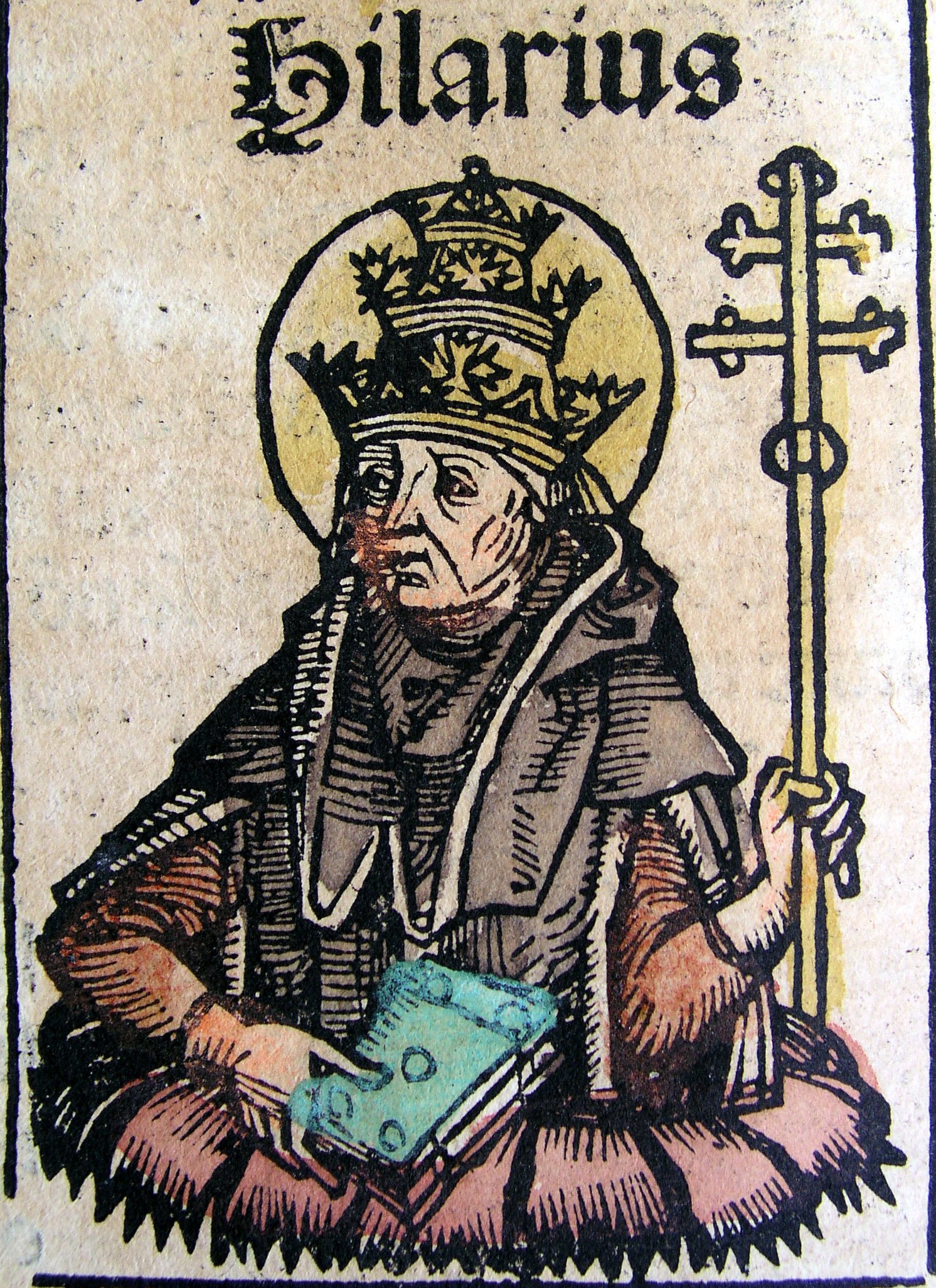
Papa Hilário (461-468)
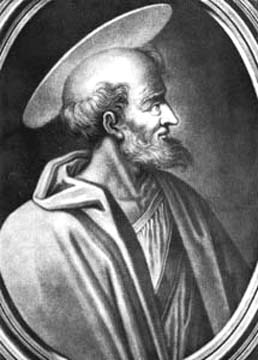
Papa Simplício (468-483)